# Escuts i banderes del Baix Camp

Escut oficial del Baix Camp

Els escuts i banderes del Baix Camp són el conjunt de símbols que representen els municipis d'aquesta comarca.
En aquest article s'hi inclouen els escuts i les banderes oficialitzats per la Generalitat des del 1981, concretament per la Conselleria de Governació, que en té la competència.
Pel que fa als escuts comarcals, cal dir que s'han creat expressament per representar els Consells i, per extensió, són el símbol de tota la comarca. En el cas que ens ocupa, l'escut heràldic del Baix Camp, excepcionalment, es troba oficialitzat. No es pot dir el mateix de la major part dels símbols representatius dels Consells Comarcals.
El camper d'or or amb el cap de sable, armes dels barons d'Entença, es troba en alguns escuts de municipis actuals, com Pratdip o Vandellòs i l'Hospitalet de l'Infant, que havien estat antigament dins de la baronia, armories que també adopten alguns dels municipis del Priorat.
No tenen escut ni bandera oficials els municipis d'Almoster, Arbolí, l'Argentera, Botarell, Cambrils, Capafonts, Castellvell del Camp, Duesaigües, Montbrió del Camp i Reus.

## Escuts oficials

l'Albiol Aprovat el 23 de maig del 1985.
l'Aleixar Aprovat el 12 de juliol del 1988.
Alforja Aprovat l'1 de juny del 1983.
les Borges del Camp Aprovat el 25 de febrer de 1997.
Colldejou Publicat al DOGC l'1 de març del 2004.
la Febró Publicat al DOGC el 28 de maig de 2008.
Maspujols Aprovat el 29 d'octubre del 1997.
Mont-roig del Camp Publicat al DOGC el 9 d'agost de 2000.
Prades Aprovat el 7 d'octubre del 1997.
Pratdip Aprovat el 2 d'abril de 1990.
Riudecanyes Aprovat el 2 d'octubre de 1997.
Riudecols provat el 12 de maig del 1997.
Riudoms Aprovat el 30 de setembre del 1998.
la Selva del Camp Aprovat el 25 de setembre del 1992.
Vandellòs i l'Hospitalet de l'Infant Publicat al DOGC del 26 de febrer de 1992.
Vilanova d'Escornalbou Aprovat el 28 d'abril del 1991.
Vilaplana Publicat al DOGC el 3 de maig de 2010.
Vinyols i els Arcs Publicat al DOGC el 3 de maig de 2010.

## Banderes oficials

l'Albiol Publicada al DOGC el 29 de novembre de 1991.
les Borges del Camp Publicada al DOGC el 9 d'octubre de 1998.
Colldejou Publicada al DOGC el 2 de març de 2005.
la Febró Publicada al DOGC el 22 de juny de 2009.
Mont-roig del Camp Publicada al DOGC el 4 d'abril de 2002.
Prades Publicada al DOGC el 27 d'octubre del 2000.
Riudecols Publicada al DOGC el 23 de març de 2006.
Riudoms Publicada al DOGC el 20 de gener de 2014.
Vandellòs i l'Hospitalet de l'Infant Publicada al DOGC el 22 de juny de 2006.
Vilanova d'Escornalbou Publicada al DOGC el 21 de setembre de 1994.
Vinyols i els Arcs Publicada al DOGC el 24 de gener de 2003.